# Comunitat índia Quartz Valley
La comunitat índia Quartz Valley de la reserva Quartz Valley de Califòrnia és una tribu reconeguda federalment d'amerindis klamaths, karuks, i shasta al comtat de Siskiyou, Califòrnia.

## Reserva
La reserva de Quartz Valley era situada originàriament vora l'actual reserva índia però fou terminada pel govern dels Estats Units en la dècada dels 1960. L'actual reserva té 174 acres (0,70 kilòmetres quadrats) d'extensió i la tribu treballa per recuperar la totalitat de terres originàries.
Les comunitats més properes són Greenview, Fort Jones, i Etna (Califòrnia).